# Bahnhof Kannai
Der Bahnhof Kannai (jap. 桜木町駅, Kannai-eki) ist ein Bahnhof auf der japanischen Insel Honshū. Er befindet sich in der Präfektur Kanagawa auf dem Gebiet der Stadt Yokohama, genauer im Bezirk Naka-ku. Ebenso ist er ein Bahnhof der U-Bahn Yokohama.

## Verbindungen
Kannai ist ein Zwischenbahnhof an der Negishi-Linie, die im Bahnhof Yokohama mit der Keihin-Tōhoku-Linie verknüpft ist. Durchgehende Nahverkehrszüge verbinden Ōmiya in der Präfektur Saitama mit Ueno, Tokio, Shinagawa, Kawasaki, Yokohama und Ōfuna. Hinzu kommen während der Hauptverkehrszeit mehrere Züge der Yokohama-Linie, die von Hashimoto her kommend über die übliche Endstation Sakuragichō hinaus ebenfalls nach Ōfuna verkehren. An Werktagen werden tagsüber je Stunde acht bis elf Züge angeboten, während der Hauptverkehrszeit 12 bis 14.
Die vom Verkehrsamt der Stadt Yokohama betriebene Blaue Linie der U-Bahn verkehrt von ca. 5:30 bis 0:30 Uhr, je nach Tageszeit sieben bis 13 Mal stündlich. Rund um den Bahnhof sind mehrere Bushaltestellen verteilt, die von über zwei Dutzend städtischen Linien bedient werden.

## Anlage
Der Bahnhof steht im zentralen Stadtteil Minatochō, der zum Bezirk Naka-ku gehört. In der Nähe befinden sich das Yokohama Stadium und die Chinatown von Yokohama. Die auf einem Viadukt befindliche Anlage ist von Nordwesten nach Südosten ausgerichtet und besitzt zwei Gleise, die beide dem Personenverkehr dienen. Sie liegen an zwei leicht gekrümmten und vollständig überdachten Seitenbahnsteigen. Das Empfangsgebäude ist unter dem Viadukt angeordnet und besteht aus zwei nicht miteinander verbundenen Teilen am nordwestlichen und südwestlichen Ende. Sie sind jeweils von beiden Seiten her zugänglich; Treppen, Aufzüge und Rolltreppen führen hinauf zu den Bahnsteigen.
Vom nördlichen Teil des Empfangsgebäudes führt eine breite unterirdische Fußgängerpassage rund hundert Meter weit in nordöstlicher Richtung zu einer Einkaufsstraße im angrenzenden Stadtteil Onoechō, unter der sich der U-Bahnhof befindet. Aufgrund der beengten Platzverhältnisse verteilt sich die Anlage, die ebenfalls von Nordwesten nach Südosten ausgerichtet ist, auf drei Ebenen. Unter der Verteilerebene befindet sich die Ebene für die Züge nach Norden, die ein Gleis an einem Seitenbahnsteig besitzt. Das dritte Untergeschoss dient den Zügen nach Süden und besitzt zwei Gleise an einem Mittelbahnsteig, wobei eines der Gleise nur für das Abstellen von Zügen oder bei besonderen Ereignissen genutzt wird. Beide Bahnsteige sind mit Bahnsteigtüren ausgestattet.
Im Fiskaljahr 2018 nutzten durchschnittlich 101.455 Fahrgäste täglich den Bahnhof. Davon entfielen 55.299 auf JR East und 46.156 auf die U-Bahn.

## Bilder

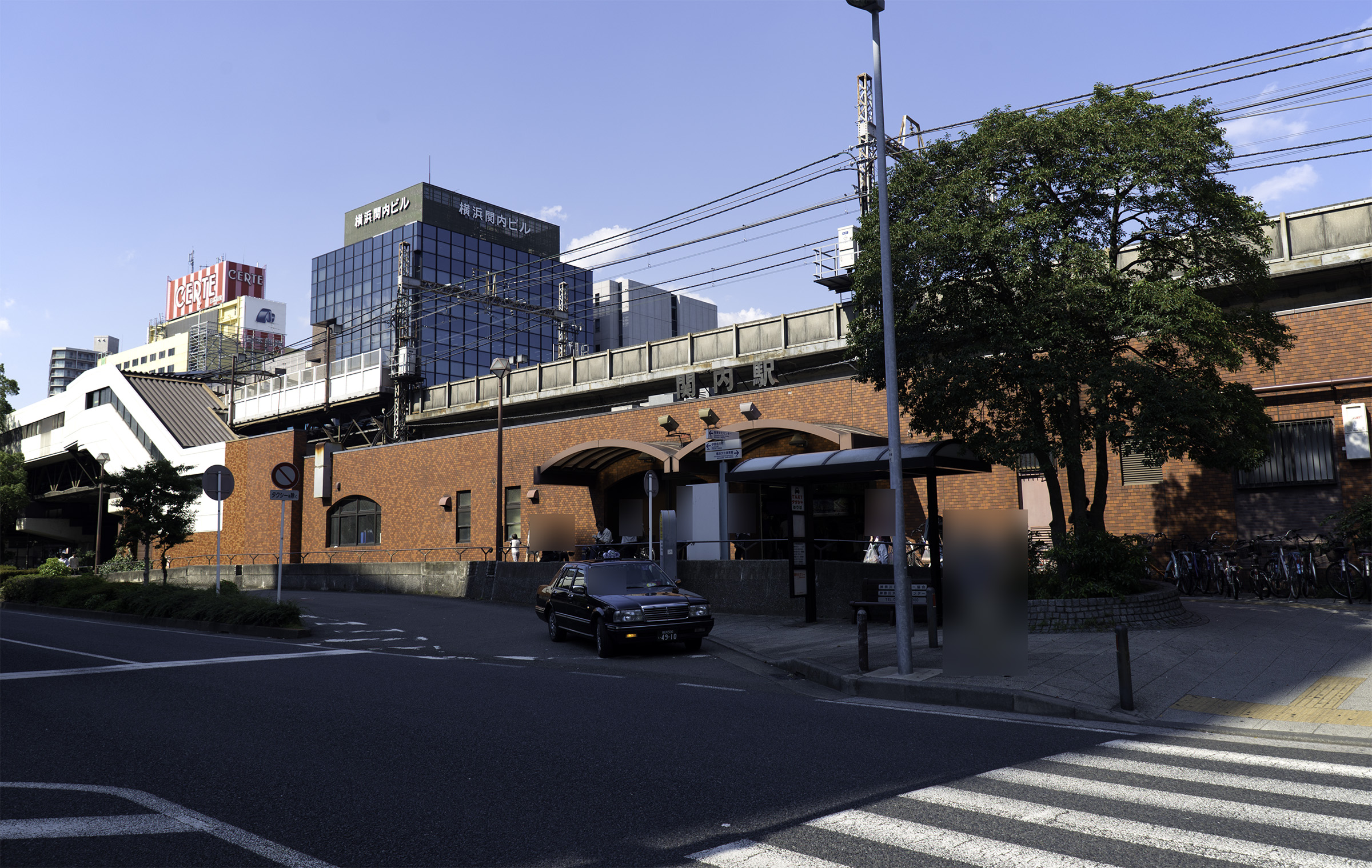
Viadukt mit südlichem Eingang
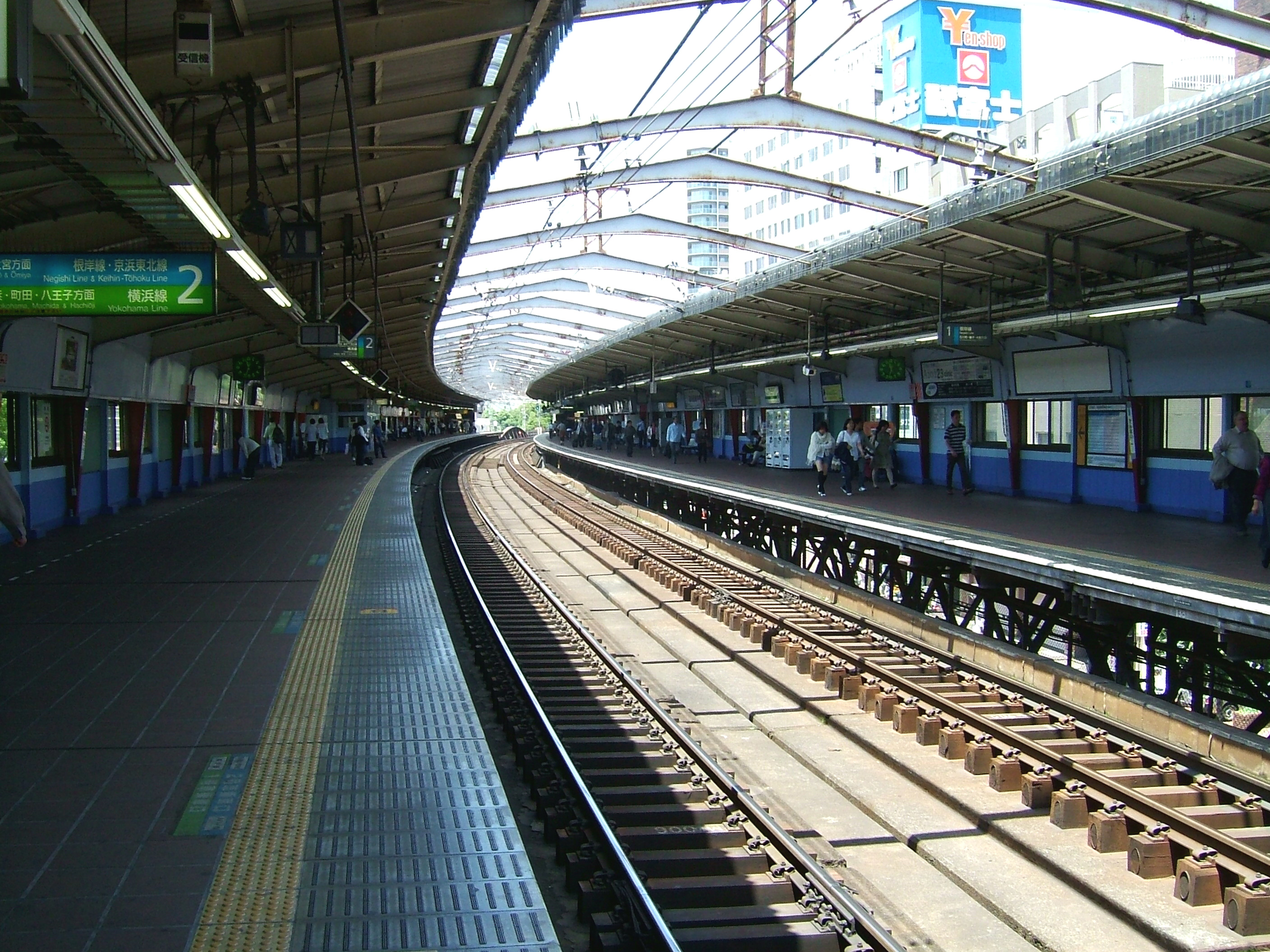
Bahnsteige der Negishi-Linie
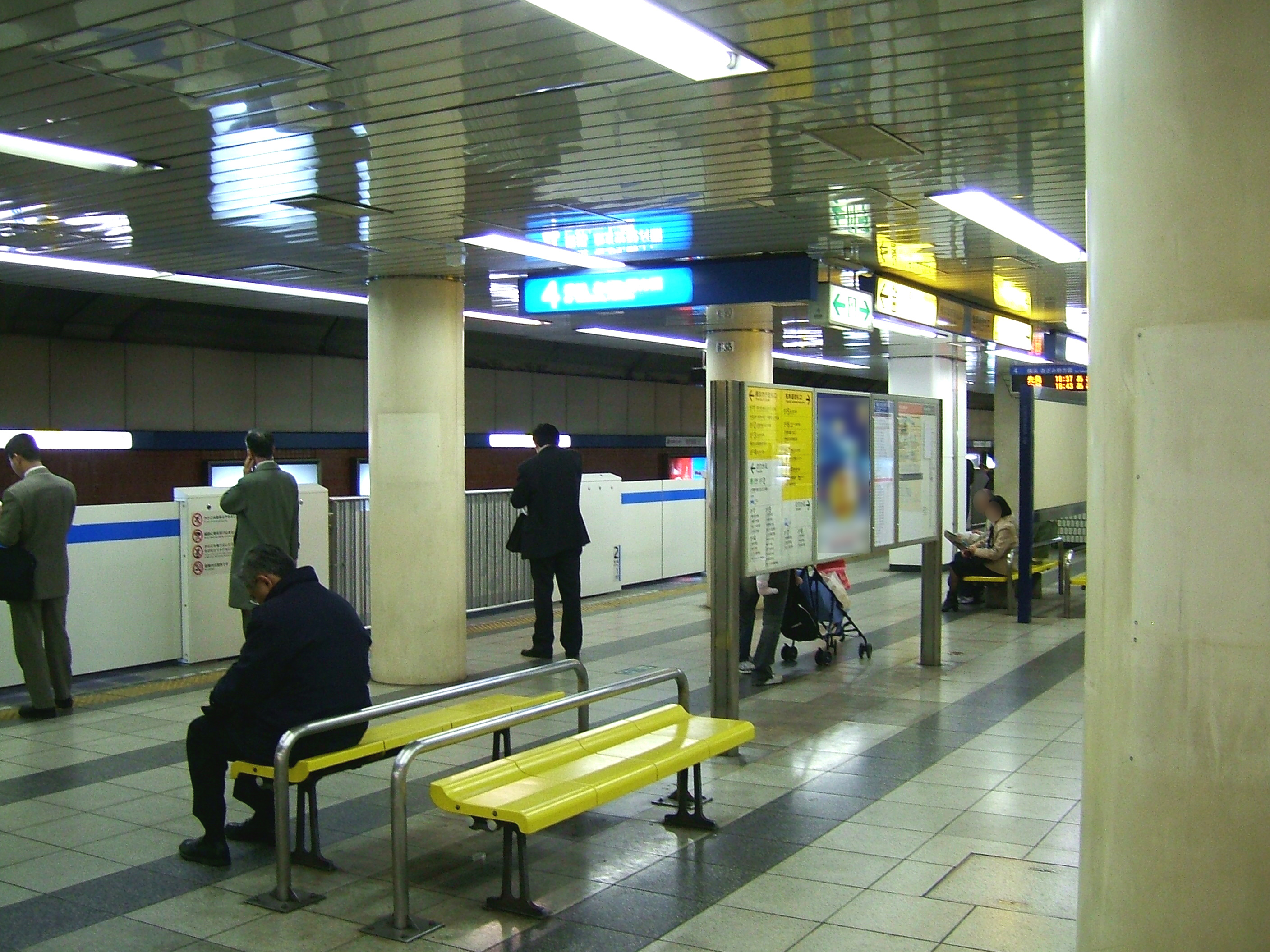
U-Bahnhof

## Gleise
Eisenbahn
| 1 | ▉ Negishi-Linie  | Isogo • Ōfuna                   |
| 2 | ▉ Negishi-Linie  | Yokohama • Tokio • Ueno • Ōmiya |
| 2 | ▉ Yokohama-Linie | Yokohama • Machida • Hachiōji   |

U-Bahn
| 2 | ▉ Blaue Linie | Kamiōoka • Totsuka • Shōnandai     |
| 3 | ▉ Blau-Linie  | Abstellgleis                       |
| 4 | ▉ Blau-Linie  | Yokohama • Shin-Yokohama • Azamino |

## Linien
| Verlauf der Keihin-Tōhoku-Linie / Negishi-Linie |
| --- |
| Ōmiya • Saitama-Shintoshin • Yono • Kita-Urawa • Urawa • Minami-Urawa • Warabi • Nishi-Kawaguchi • Kawaguchi • Akabane • Higashi-Jūjō • Ōji • Kami-Nakazato • Tabata • Nishi-Nippori • Nippori • Uguisudani • Ueno • Okachimachi • Akihabara • Kanda • Tokyo • Yūrakuchō • Shimbashi • Hamamatsuchō • Tamachi • Takanawa Gateway • Shinagawa • Ōimachi • Ōmori • Kamata • Kawasaki • Tsurumi • Shin-Koyasu • Higashi-Kanagawa • Yokohama • Sakuragichō • Kannai • Ishikawachō • Yamate • Negishi • Isogo • Shin-Sugita • Yōkōdai • Kōnandai • Hongōdai • Ōfuna |

## Geschichte
Die Japanische Staatsbahn eröffnete den Bahnhof am 19. Mai 1964, zusammen mit der Verlängerung der bisher in Sakuragichō endenden Negishi-Linie nach Isogo. Er erhielt Anschluss ans U-Bahn-Netz, als das städtische Verkehrsamt am 4. September 1976 einen Abschnitt der Blauen Linie zwischen den Stationen Yokohama und Isezaki-Chōjamachi eröffnete. Im Rahmen der Staatsbahnprivatisierung ging der Bahnhof der Negishi-Linie am 1. April 1987 in den Besitz der neuen Gesellschaft JR East über.